# 坑子外
坑子外，原寫為坑仔外，是台灣桃園市蘆竹區的一個地名，位於該區東北部。相較於今日行政區，其範圍大致包括外社里、山腳里不含最西端。

## 歷史
台灣清治末期至日治前期，坑子外地區為一街庄，稱為「坑仔外庄」，隸屬於八里坌堡。該庄東北與小南灣庄為鄰，東南與坑仔庄為鄰，西南邊為南崁廟口庄、南崁內厝庄，西北邊為坑仔口庄。
1920年（日治大正九年），該庄改制並雅化為「坑子外」大字，隸屬於新竹州桃園郡蘆竹庄，大字下有「外社」、「草子崎」、「山腳」小字名。戰後蘆竹庄改制為蘆竹鄉，隸屬於桃園縣，大字亦改制為村。2014年12月桃園縣改制為桃園市，蘆竹鄉改制為蘆竹區，村改制為里。因人口增加，本地區已拆分為2個里。

## 交通
縣道108號大致以西北西—東南東方向經過坑子外地區中南部，往西北可前往海湖，往東南可前往林口、五股、三重等地。

## 學校
- 山腳國中
- 山腳國小
- 外社國小

## 運動設施
- 永漢高爾夫球場
- 統帥高爾夫球場（大部分）